# أنا ومراتي والجو (فلم)
أنا ومراتي والجو فيلم مصري من إنتاج عام 1969.

## قصة الفيلم
تدور أحداث الفيلم في قالب من الكوميديا العاطفية حول عواطف وهي سيدة مخلصة لزوجها الدكتور عادل وقد كرست حياتها لخدمة زوجها، ولكن أحداث الفيلم لا تخلو من المواقف العصيبة التي يتعرض لها الدكتور عادل بسبب الغيرة الشديدة من زوجته بسبب وقوعه في حب جارته سلوى والتي يتفق معها على الزواج، ولكن شقيق عواطف ووالدها يمنعان هذا الزواج، ويعود الدكتور عادل إلى زوجته عواطف بعد أن أقنعته بعدم الزواج من سلوى وبعد أن اقتنعت سلوى بأن عادل لا يصلح زوجاً لها لأنه متزوج من عواطف، تعود عواطف إلى زوجها عادل وتعود حياتهما الزوجية إلى سابق عهدها بعد أن تكف عواطف عن الغيرة على زوجها عادل

## بطولة
- كمال الشناوي: (عادل)
- أمين الهنيدي: (عبد العاطي)
- شويكار: (عواطف)
- سهير البابلي: (سلوى)
- عادل إمام: (شوكت)
- ميمي شكيب: (تفيدة)
- محمد سلطان: (مجدي)
- زيزي بكير: (سكر)
- حسين إسماعيل: (المشعوذ)
- باهر السيد
- أحمد أبو عبية
- حسن حسين: (صديق شوكت)
- مختار السيد
- أنور مدكور: (المدير)

## فريق العمل
- إخراج: عبد المنعم شكري
- تأليف: عبد الحميد محمد (قصة)، يوسف عوف (سيناريو وحوار)
- مونتاج: فكري رستم
- إنتاج: أفلام عبد القادر الشناوي
- توزيع: شركة القاهرة للتوزيع السينمائي
- مدير التصوير: فيكتور أنطون

## أغاني الفيلم
- صح النوم غناء: كمال الشناوي وشويكار، تأليف: فتحي قورة، تلحين: حلمي بكر
- بيشربني الحب غناء: ندى، تأليف : جمال الهاشمي، تلحين: محمد ضياء الدين

## روابط خارجية
- أنا ومراتي والجو على موقع قاعدة بيانات الأفلام العربية